# Ibrahim Fofana
Ibrahim Fofana, né le 2 octobre 2003 à Divo, est un footballeur ivoirien qui évolue au poste de milieu défensif à l'Amiens SC.

## Biographie

### Débuts et formation
Ibrahim Fofana, né le 2 octobre 2003 à Divo, commence le football en Côte d'Ivoire au Leader Foot Académie. En janvier 2022, il intègre l'équipe réserve de l'Amiens SC où il effectue un total de 36 matchs pour 3 buts durant 2 saisons en National 3.

### Amiens SC
Ibrahim Fofana fait ses débuts pour l'Amiens SC, le 19 novembre 2022, remplaçant Abdourahmane Barry, lors du 8e tour de Coupe de France contre l'Aiglon du Lamentin (victoire 10-0).
Le 30 juin 2023, Ibrahim Fofana signe son premier contrat professionnel avec son club formateur, l'Amiens SC, il paraphe un contrat de 3 saisons, soit jusqu'en 2026 avec le club Samariens.
Le 1er mars 2025, lors de la 25e journée de Ligue 2 contre le FC Metz, Ibrahim Fofana inscrit son premier but avec l'Amiens SC (défaite 2-1).

### Parcours en sélection
Ibrahim Fofana est international junior ivoiren ayant joué pour la Côte d'Ivoire -23 ans depuis 2023 pour un total de quatre matchs joués.